# 馬里闊丸溪
玉峰溪，又名馬里闊丸溪（泰雅語：、，又漢譯為馬里光），是台灣北部淡水河主流上游河段的名稱，起自新竹縣尖石鄉秀巒村塔克金溪（泰崗溪）、薩克亞金溪（白石溪）匯流處，終於桃園市復興區三光里巴陵該溪與高崗溪（三光溪）匯流處，以下稱為大漢溪。

## 流域
馬里闊丸溪源流為塔克金溪（基那吉、馬里光群泰雅語：、溪頭群匹亞南：:53,60,74,112），位於新竹縣尖石鄉境內，發源於品田山北側標高約3,100公尺處，先向東北流，隨後折向西北，改稱為泰崗溪，經司馬庫斯、鎮西堡、新光、泰崗，與左股支流薩克亞金溪（白石溪）在秀巒匯流（舊漢語音譯「透巒」，又稱「控溪」），以下改稱馬里闊丸溪，再往北流復轉東流，至桃園市復興區巴陵與另一右股大支流高崗溪（漢名又稱三光溪）會合後，始稱為大漢溪。
馬里闊丸（Mrqwang）為賽考利克泰雅語，即「水源地」之意。

## 水系主要支流
- 馬里闊丸溪（玉峰溪）：桃園市復興區、新竹縣尖石鄉
  - 高崗溪（三光溪）：桃園市復興區，高崗溪以右股在巴陵匯入馬里闊丸溪以下稱為大漢溪
  - 抬耀溪：桃園市復興區、新竹縣尖石鄉
  - 泰平溪：桃園市復興區、新竹縣尖石鄉
  - 石磊溪：新竹縣尖石鄉
  - 薩克亞金溪（白石溪）：新竹縣尖石鄉
  - 泰崗溪：新竹縣尖石鄉
    - 塔克金溪：新竹縣尖石鄉
      - 斯烏庫斯溪（鴛鴦溪）：新竹縣尖石鄉
        - 鴛鴦湖：新竹縣尖石鄉